# ピスコガビアリス
ピスコガビアリス（学名：Piscogavialis）は、ガビアル科グリポスクス亜科に属する絶滅したワニの属。P. jugaliperforatusのみが知られている。化石は1998年にペルー南部の鮮新世中期のピスコ層から発見された。ピスコ層は脊椎動物化石の多様性が高いことで知られているが、本属は同層から産出した初の爬虫類である。
ピスコガビアリスはただ1つの標本しか発見されていないものの、南アメリカから発見されたガビアル科の標本の中で最も保存状態の良いものである。頭骨は立体を保っておりほぼ完全な状態である。この頭骨と同個体の下顎や体骨格の一部も発見されており、後頭骨周辺におけるいくつかの重要な特徴からインドガビアルなどを含むガビアル科に属すると判断された。

## 環境
地層から、ピスコガビアリスが生息していた地域は沿岸部であったとされている。別の絶滅したガビアル科のワニであるシクイシクエスクスもまた沿岸部に生息していたことが知られている。沿岸部に他のグリポスクス亜科のワニがいたことで、グリポスクス亜科が沿岸部を主な生息地としていた可能性が浮上しているが、グリポスクス亜科の仲間には明らかに非沿岸地域であった場所から産出しているものがいる。